# Hosea (boek)
Hosea (Hebreeuws: הושֵעַ, Hôšēăʻ: "Redding van/door Hem (JHWH)") is het 28e boek in de Hebreeuwse Bijbel en het eerste in de serie Kleine profeten. Het boek bevat de profetieën van Hosea, een profeet die optrad van ongeveer 750 tot 725 v.Chr., tijdens de regering van Jerobeam II en zijn opvolgers in het noordelijke koninkrijk Israël.

De tekst van Hosea wordt algemeen tot de moeilijkste van de Hebreeuwse bijbel gerekend. Velen nemen aan dat het boek in zijn huidige vorm het resultaat is van een proces van redactionele bewerkingen. Zij veronderstellen dat de laatste bewerkingen afkomstig zijn van een Judese redacteur.
Het boek Hosea bevat verschillende soorten profetische teksten, zoals aanklachten, strafaankondigingen, heilsorakels en een boetelied. In de eerste drie hoofdstukken zijn deze ingebed in een symbolisch verhaal waarin de profeet een hoofdrol speelt. In het boek wisselen proza en poëzie elkaar af. De stijl is meestal eenvoudig, soms lyrisch en beeldrijk. De toon is vaak fel, hartstochtelijk en bitter. Het taalgebruik is hier en daar schokkend en direct.
Het centrale thema van het boek is de relatie tussen God en Israël. Deze relatie wordt in de tekst meestal voorgesteld als een liefdesrelatie, waarin de vrouw (Israël) ontrouw is aan de man (God). De ontrouw van Israël komt tot uiting in de verering van afgoden, in sociaal onrecht en in het vertrouwen op de buitenlandse mogendheden Assyrië en Egypte. God maakt zijn geliefde vele verwijten, maar ondanks alles blijft hij van Israël houden en probeert hij haar terug te winnen. De functie van het boek is de hoorders op te roepen tot inkeer en volledige toewijding aan God.

## Context
Hosea leefde in de 8e eeuw voor Christus. Hij trad op in een donkere periode van Israëls geschiedenis, namelijk in de periode van verval en ondergang van het koninkrijk Israël. Het merendeel van de bevolking had zich van God afgekeerd en had zich gewend tot Baäl, de Kanaänitische god van de vruchtbaarheid en twee gouden beelden die Jerobeam, koning van Israël, in Bethel en Dan had laten neerzetten. Het aanbidden van andere goden gaat gepaard met zonden als overspel, diefstal, meineed en afgoderij. In het boek worden deze zonden genoemd als oorzaak voor de rampen die Israël zouden gaan treffen.

## Structuur en inhoud
Als profeet heeft Hosea ernstige kritiek op de groeiende ongodsdienstigheid van zijn tijd. De mensen erkennen de HEER niet meer; zij vereren afgoden en zijn ontrouw aan de God van Israël. Israël is een rebelse koe, verknocht aan afgodsbeelden, van wie het brood en water, wol en vlas, olie en drank verwacht. Het wil maar niet weten dat de HEER, en niemand anders, Israël koren, most en olie bezorgt. Hij, en niemand anders, verrijkt Israël met zilver en goud, maar Israël maakt er baäls van en brandt er wierook voor. ‘Allen hoereren weg van de HEER’ (1,2; 4,12; 9,1 enz.). Dit is een van de meest kenmerkende uitdrukkingen van Hosea, waarmee hij sterk en beeldrijk het overtreden van het eerste gebod benadrukt.

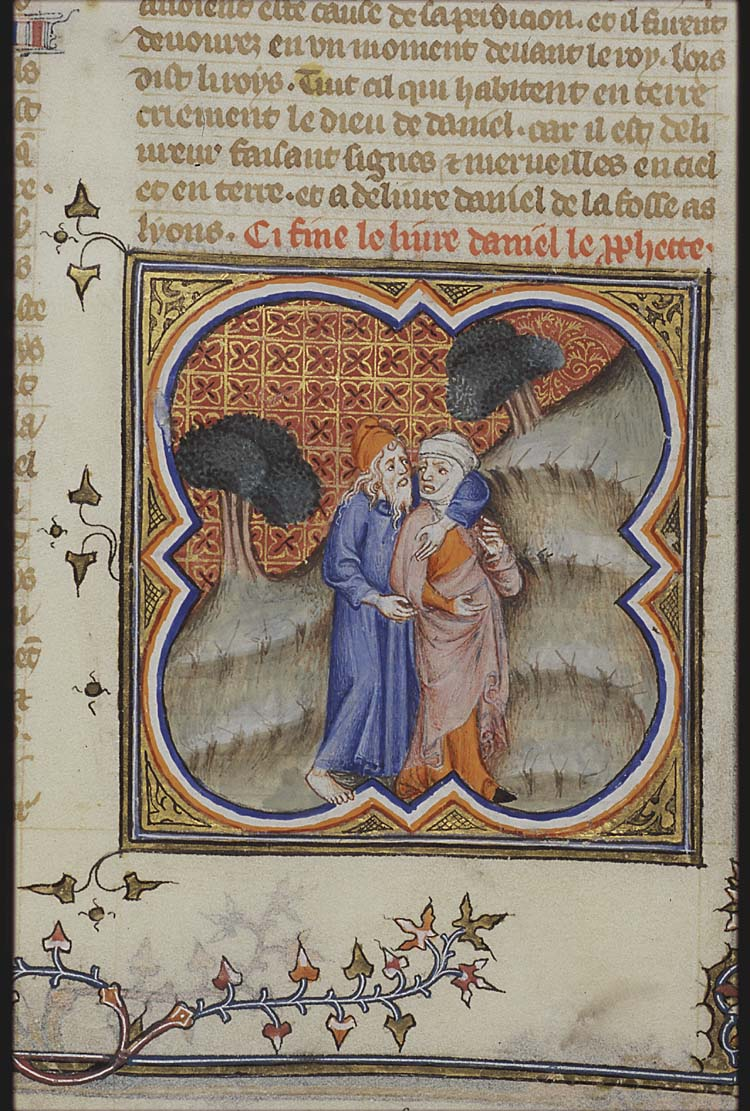
Hosea en Gomer (Bible Historiale, Museum Meermanno)

Het boek kan in twee delen onderverdeeld worden, namelijk hoofdstuk 1-3 en 4-14:
- De eerste drie hoofdstukken geven een symbolische weergave van Israëls ontrouw. Hosea krijgt opdracht Gomer, een prostituee, te trouwen. Haar ontrouw aan Hosea staat model voor Israëls ontrouw aan God.[5] De kinderen die Hosea bij haar krijgt ontvangen elk een naam met een symbolische betekenis: Jizreël, de naam van de eerste zoon, verwijst naar de plaats waar koning Jehu in het verleden de koningen van Israël en Juda heeft omgebracht. God wil daarom het volk ter verantwoording roepen. De twee andere kinderen heetten Lo-Ruchama, dat betekent 'zonder medelijden', en Lo-Ammi dat betekent 'niet mijn volk'.[6] Verderop verklaart God dat hij in de toekomst weer naar zijn volk zal omkijken.[7] In hoofdstuk 3 krijgt Hosea van God de opdracht nogmaals een vrouw te kopen. Hij heeft geen seksuele intimiteit met haar, als symbool van dat Israël lange tijd niet zal beschikken over koningen, leiders, offers, gewijde stenen, orakels en huisgoden, en weer zal terugverlangen naar de Heer.
- Hoofdstuk 4 tot 10 bevatten een serie orakels en profetische uitspraken, waarin wordt uitgelegd waarom God het Noordelijke rijk van zich verwerpt. In hoofdstuk 11 weeklaagt God over de noodzaak om zijn volk op te geven, maar ook belooft hij daar dat hij zijn volk niet volkomen opgeeft. In hoofdstuk 12 roept Hosea het volk op tot bekering. Hoofdstuk 13 vertelt over de vernietiging van het Noordelijke rijk door de Assyriërs, omdat er geen bekering heeft plaatsgevonden. De profeet roept in hoofdstuk 14 de bevolking van Israël nogmaals op om vergeving te vragen en Gods belofte van herstel. Deze profetieën zijn rond het centrale thema gegroepeerd en kennen geen duidelijk verhaal- of tijdsverloop.

## Verder lezen
- Brueggemann, Walter, Theology of the Old Testament, Testimony, Dispute, Advocacy, Minneapolis: Fortress Press, 1997
- Childs, B. S., Introduction to the Old Testament as scripture. London: SCM Press, 1979
- Jeremias, Jörg, Der Prophet Hosea [Das Alte Testament Deutsch], Göttingen: Vandenhoeck & Ruprecht, 1983
- Wolff, H.W., Dodekapropheton 1 – Hosea [Biblischer Kommentar Altes Testament], Neukirchen Kreis Moers: Neukirchener Verlag, 1961
- Yee, G.A., Composition and Tradition in the Book of Hosea. A Redaction Critical Investigation, Atlanta: Scholars press, 1987
- Zenger, Erich (m.fl.), Einleitung in das Alte Testament, Stuttgart: Kohlhammer GmbH, 1995

## Trivia
De naam van Hosea's dochter wordt ook thans wel aan kinderen gegeven, maar dan in de positieve vorm: Ruchama, met ontferming.